# 酒泉钢铁公司第三中学

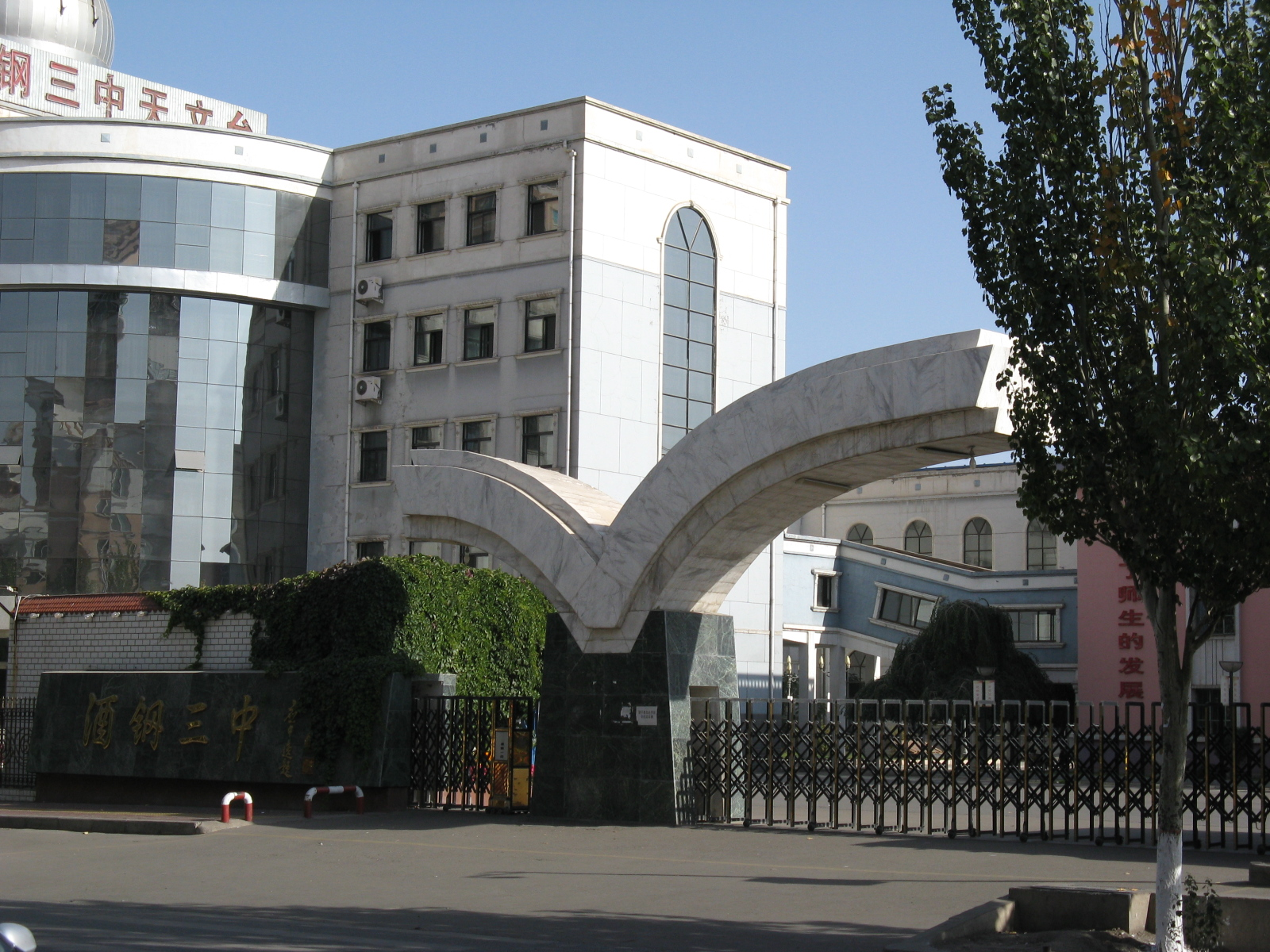
酒钢三中校门

酒泉钢铁公司第三中学，简称酒钢三中，位于中华人民共和国甘肃省嘉峪关市，是甘肃省示范高中。其创建于1978年，1986年改制为独立高中，2007年由酒泉钢铁公司移交嘉峪关市教育局。

## 校训
团结奋进，求实进取